# Venturin Thrauison
Venturin Thrauison, tudi Ventorino Travisano, ljubljanski župan v 16. stoletju.
Venturin je bil po poklicu zlatar in gostilničar. Ker je bil katolik, je bil oblastem primeren za župana Ljubljane. To funkcijo je obdržal od leta 1592 do julija 1595. Čeprav je bil nepismen, je bil nato dve leti mestni sodnik. 